# Jean-Paul Eid
 (avril 2016).
Si vous disposez d'ouvrages ou d'articles de référence ou si vous connaissez des sites web de qualité traitant du thème abordé ici, merci de compléter l'article en donnant les références utiles à sa vérifiabilité et en les liant à la section « Notes et références ».
Jean-Paul Eid (né en 1964) est un auteur québécois de bande dessinée.

## Biographie
Jean-Paul Eid est né au Liban d'une mère belge, Sabine Martens, et d'un père libanais, Souhail Eid. Sa famille immigre au Québec en 1967 alors qu’il est âgé de trois ans,.
Après des études en arts plastiques et en dessin animé, il se lance, en 1985, en bande dessinée et en illustration.
Il a notamment collaboré au magazine Croc, support de la bande dessinée québécoise jusqu’à sa fin en 1995, dans lequel ont été publiées Les aventures de Jérôme Bigras. Cette série est récipiendaire de plusieurs prix. En 2008, l'éditeur La Pastèque publie une anthologie de la série sous le titre Des tondeuses et des hommes et, en 2011, lance Le fond du trou, une histoire longue inédite dont la trame tourne autour d'une véritable perforation au centre de l'album.
En 1999 parait le premier tome de la série Le Naufragé de Memoria, coscénarisée avec le dramaturge Claude Paiement, un récit d'anticipation.
Père d'un fils handicapé, il publie en 2021 Le petit astronaute bande dessinée primée qui porte sur un jeune garçon vivant avec une lourde paralysie cérébrale.
L'auteur a également collaboré comme bédéiste à plusieurs magazines dont Les Débrouillards (Raoul et Barbara), Anormal (Capitaine Jambon), Iceberg, Safarir (Schizo) ou Tchiize !. Sa carrière parallèle d'illustrateur l’a amené à œuvrer pour des agences de publicité, magazines et maisons d'édition, alors qu'il a notamment illustré plusieurs albums jeunesse et manuels scolaires. En outre, il collabore ponctuellement à des productions cinématographiques et télévisuelles ainsi qu'à des musées historiques,,,.

## Publications

### Albums
- Les aventures de Jérôme Bigras, t.1 : Bungalopolis, Éditions Logiques, 1992.
- Les aventures de Jérôme Bigras, t.2 : On a marché sur mon gazon, Éditions Logiques, 1994.
- Le Naufragé de Memoria, t. 1 : Scaphandre 8, scénario de Claude Paiement, Éditions Mille-Îles, 1999.
- Le Naufragé de Memoria, t. 2 : L'Abîme, scénario de Claude Paiement, Les 400 Coups, 2004.
- Les aventures de Jérôme Bigras : Des tondeuses et des hommes, La Pastèque, 2008.
- Une aventure de Jérôme Bigras : Le fond du trou, La Pastèque, 2011.
- La femme aux cartes postales, coscénarisée par Claude Paiement, La Pastèque, 2016, 227 pages  (ISBN 978-2-923841-92-2)
- 1642 Ville-Marie, scénario de François Lapierre et Tzara Maud, Glénat, 2017
- Le petit astronaute, La Pastèque, 2021.

### Collectifs
- Si j'étais un extraterrestre…, Québécor, 1984.

## Prix et distinctions
- 1991 : Prix Onésime Production pour Les aventures de Jérôme Bigras
- 1992 : Prix Onésime Album pour Bungalopolis
- 1999 : Prix BD Québec Album pour Scaphandre 8
- 2000 : Prix de l'Album québécois de l'année pour Scaphandre 8 au FBDFQ
- 2004 : Prix Bédélys Québec pour L'abîme
- 2004 : Prix de la Meilleure BD québécoise pour L'abîme au FBDFQ
- 2011 : Mention spéciale du jury Bédélys pour Le fond du trou
- 2011 : Grand prix de la Ville de Québec pour Le fond du trou au FBDFQ
- 2016 : Prix de la critique ACBD de la bande dessinée québécoise pour La femme aux cartes postales[7]
- 2017 : Grand Prix de la Ville de Québec pour La femme aux cartes postales au FBDFQ
- 2022 : Prix BD du Salon du livre de Trois-Rivières[8], catégorie BD Adulte, pour Le Petit Astronaute

## Curiosités
- En début de carrière, il a réalisé pendant trois mois une bande dessinée pour le journal Photo Police, en remplacement de la rubrique du courrier du sexe[9].
- En 2008, lors de la commémoration du 400e anniversaire de la ville de Québec, il est choisi pour réaliser la maquette d'une fresque de 150 m2 pour la ville de Lyon[10].
- En 2010, cinq compositeurs musicaux présentent Bungalopolis, une adaptation d'histoires de Jérôme Bigras sous forme d'opéra-cabaret.

## Sources et références
1. 1 2  Judith Dimitri, Belgique-Liban-Québec, ou les aléas de la famille Eid, Bibliothèque et Archives nationales du Québec, 9 avril 2015. Consulté le 27 janvier 2019.
2. ↑  Pour plus d'informations au sujet de la famille Eid, voir le fonds Souhail et Sabine Eid (P929) du centre d'archives Vieux-Montréal de Bibliothèque et Archives nationales du Québec.
3. ↑  Mira Falardeau, L'art de la bande dessinée actuelle au Québec, Presses de l'Université Laval, 2020 (ISBN 978-2-7637-4758-3), p. 68-71
4. ↑  Jean-Dominic Leduc et Michel Viau, Les années Croc: l'histoire du magazine qu'on riait, Québec Amérique, 2013 (ISBN 978-2-7644-1179-7), p. 207-208
5. ↑  Manon Dumais, « Jean-Paul Eid, la mémoire des maisons », sur Le Devoir, 17 avril 2021 (consulté le 11 septembre 2023)
6. ↑  Radio-Canada, « Le Québécois Jean-Paul Eid primé pour sa BD sur le handicap Le petit astronaute », sur Radio-Canada, 20 janvier 2022 (consulté le 13 août 2025)
7. ↑  La Femme aux cartes postales, Prix de la critique ACBD de la bande dessinée québécoise 2016, Association des critiques et journalistes de bande dessinée, 28 octobre 2016
8. ↑  Lauréats Prix BD, site officiel sltr.qc.ca.
9. ↑  « L'employé du mois : Jean-Paul Eid », dans Croc, no 108, juillet 1988, p. 109.
10. ↑  La cité idéale de Québec, Commission de la Capitale nationale du Québec, 12 septembre 2008